# Кліантус
Кліантус (Clianthus) — рід квіткових рослин родини бобових (Fabaceae). Рід включає два види: Clianthus puniceus і Clianthus maximus. Обидва види зустрічаються досить рідко, є ендеміками Нової Зеландії. Ще зовсім недавно C. puniceus був на межі зникнення, але завдяки старанням вчених і простих любителів квітів популяцію виду вдалося відновити; як виявилося ця рослина не погано пристосовується до нових умов, завдяки чому часто починалася бути використана як декоративного в оранжереях і садах.
На батьківщині в Новій Зеландії кліантус відомий як «дзьоб кака» (Kakabeak) через схожість з дзьобом однойменного папуги.
Сама рослина являє собою кучеряву ліану довжиною від 1 до 3 метрів, з красивими довгими листям і великими червоними квітками, які з'являються в кінці весни.